# Maria Śliwka
Pour les articles homonymes, voir Śliwka.
Maria Śliwka, née le 7 décembre 1935 à Biłgoraj et morte le 30 mars 1997 à Wrocław, est une joueuse de volley-ball polonaise.

## Carrière
Maria Śliwka participe aux Jeux olympiques de 1964 à Tokyo et remporte la médaille de bronze avec l'équipe nationale de Pologne lors de cette compétition.